# Omphale matrana
Omphale matrana är en stekelart som beskrevs av Erdös 1954. Omphale matrana ingår i släktet Omphale, och familjen finglanssteklar. Arten är reproducerande i Sverige.